# Luuk de Jong
Luuk de Jong (født 27. august 1990 i Aigle, Schweiz) er en professionel fodboldspiller fra Holland der spiller som angriber. Han spiller for FC Porto.
Luuk de Jongs storebror Siem de Jong spiller for Newcastle.

## Klubber
De Jong blev født i Aigle i Schweiz af hollandske forældre, der på dette tidspunkt spillede professionel volleyball i landet. Da Luuk havde fyldt 4 år flyttede familien tilbage til Holland.
Luuk og broderen Siem begyndte at spille ungdomsfodbold i den lille klub DZC'68.

### De Graafschap
Luuk de Jong kom til De Graafschap i sommeren 2008 på en ét årig kontrakt. Han fik debut i Æresdivisionen den 7. november samme år da han blev indskiftet i en kamp mod NAC Breda. I de Jongs første sæson i klubben rykkede holdet ud af landets bedste række. Han nåede i alt at spille 14 kampe og score 2 mål for De Graafschap.

### FC Twente
I april 2009 underskrev Luuk de Jong en 3-årig kontrakt med FC Twente der var gældende indtil 30. juni 2012. Efter kontraktudløb forlod De Jong klubben. Han nåede at spille 119 kampe og score 59 mål for klubben, hvoraf de 76 kampe og 39 scoringer var i Æresdivisionen.

### Borussia Mönchengladbach
De Jong underskrev 18. juli 2012 en 5-årig kontrakt med bundesligaklubben Borussia Mönchengladbach.

## Landshold
Luuk de Jong debuterede 7. februar 2011 for Hollands fodboldlandshold, da han blev indskiftet i en venskabskamp mod Østrig. I midten af maj 2012 blev han udtaget til Europamesterskabet i fodbold i Ukraine og Polen, men han fik ikke spilletid i Hollands tre kampe ved turneringen. Han var den 17. september 2012 registreret for 7 landskampe og ét mål for nationalmandskabet.